# かけがえのないもの (中村耕一のアルバム)
『かけがえのないもの』は、中村耕一の2枚目のオリジナルアルバム。2013年2月27日に発売された。

## 解説
元JAYWALKのヴォーカルの中村耕一の復帰後最初のオリジナルアルバムであり、10年ぶりのソロ活動でもある。

## 収録曲
1. 明日へのはじまり
2. 最高
3. オアシス
4. ヨロコビ カナシミ
5. ブルームーン
6. 雨と風
7. 5メートル
8. 忘れない
9. 生きよう
10. 歌
11. ココカラ ムコウヘ
12. ありがとう
13. おやすみ流れ星
14. 一瞬の夏[Bonus Track]